# Bertrimont
Bertrimont ist eine französische Gemeinde mit 218 Einwohnern (Stand 1. Januar 2022) im Département Seine-Maritime in der Region Normandie. Sie gehört zum Arrondissement Dieppe und zum Kanton Luneray. Die Einwohner werden Bertrimontais genannt.

## Bevölkerungsentwicklung
| Jahr      | 1962 | 1968 | 1975 | 1982 | 1990 | 1999 | 2007 | 2014 |
| Einwohner | 155  | 125  | 117  | 115  | 124  | 195  | 253  | 227  |

## Sehenswürdigkeiten
- Kirche Saint-Pierre-et-Saint-Paul aus dem 16. Jahrhundert